# 卡拉蒙特
卡拉蒙特，是西班牙埃斯特雷马杜拉巴达霍斯省的一个市镇。总面积8平方公里，2001年普查人口總數為6126人，人口密度為每平方公里766人。